# Kuntaur
Kuntaur (Schreibvariante: Kunta-ur, Kuntaur Fulla Kunda und Kuntaur Wharf Town) ist eine Ortschaft im westafrikanischen Staat Gambia.
Nach einer Berechnung für das Jahr 2013 leben dort etwa 3074 Einwohner, das Ergebnis der letzten veröffentlichten Volkszählung von 1993 betrug 2286.

## Geographie
Kuntaur, in der Verwaltungseinheit Central River Region, Distrikt Niani, liegt am nördlichen Ufer des Gambia-Flusses, ungefähr drei Kilometer südlich von Wassu und 13 Kilometer nördlich von Janjanbureh entfernt. Die North Bank Road, eine wichtige Fernstraße von Gambia, durchquert Wassu, wo auch die bekannten Steinkreise von Wassu liegen.

## Kultur und Sehenswürdigkeiten
In Kuntaur Fulla Kunda ist ein Senegambischer Steinkreis als Kultstätte bekannt.

## Wirtschaft und Infrastruktur
Kuntaur liegt ungefähr 248 Fluss-Kilometer von der Mündung in den Atlantischen Ozean entfernt. Die Stadt ist dabei der letzte Binnenhafen, der von großen seegängigen Schiffen befahren werden kann. Dieser Hafen ist dabei ein großer Umschlagsplatz für Erdnüsse und Erdnuss-Produkte.